# 安岡直行
安岡 直行（やすおか なおゆき、天保10年（1839年） - 文久4年2月16日（1864年3月23日））は、幕末期の土佐藩の郷士。名は斧太郎。
1839年、土佐国安芸郡安田浦の庄屋亀五郎の息子として生まれる。のちに剣術を檜口直吉に、砲術を田所左右次に学んだ。
1861年に土佐勤王党に参加する。翌年、50人組の一人として江戸に赴き、山内容堂の護衛を務めた。
1863年には容堂の命により、勝海舟の海軍塾に入って海軍術を学んだ。そして北方警備や蝦夷地開拓などに大きな興味を持ち、同じく土佐藩士の北添源五郎や能勢達太郎らと脱藩して蝦夷地を視察し、さらに北国諸州を巡遊して江戸に帰った。
翌1864年に京都で吉村寅太郎と会い、彼の手引きで天誅組に砲隊伍長として参加したが、鷲家村の戦いで負傷して津藩方に捕らえられ、京都六角の獄中において斬刑に処せられた。享年26。
1898年、正五位を追贈された。